# Теодора Комнин (сестра цара Алексија I)
Теодора Комнин (око 1050 – Константинопољ, 1136) је била византијска племкиња - сестра цара Алексија I Комнена.

## Биографија
Теодора је била најмлађа од три ћерке Јована Комнина и Ане Даласине. Њен стриц је био византијски цар Исак I Комнин. Поред тога, Теодора је била и сестра цара Алексија I Комнина, који је ступио на престо 1081. године.
Око 1068–1071. Теодора Комнина је била удата за Константина Диогена – сина цара Романа IV Диогена из првог брака са Аном Комитопул, унуком бугарског цара Јована Владислава. Према хроници Нићифора Вријенија, овај брак је склопљен убрзо након смрти њеног оца Јована.  Брак Теодоре и сина цара Романа IV Диогена вероватно је уговорила њена изузетно амбициозна мајка Ана, која је настојала да одржи блиске односе са царском породицом и политичким махинацијама да обезбеди престо свом сину Алексију. Теодора је надживела свог мужа, који је погинуо у борби против Селџука код Антиохије 1074. године. У "Алексијади", Ана Комнина је назива „Теодором, царевом сестром.....удовицом убијеног Диогеновог сина” када описује теткину реакцију на варалицу која се представља као њен убијени муж. Теодора Комнин завршила је свој живот као монахиња под монашким именом Ксенија.
Из брака Теодоре Комнин и Константина Диогена рођена је једна ћерка - Ана Диоген, која је око 1094. године била удата за рашког великог жупана Уроша I Вукановића.